# Vilma Degischer

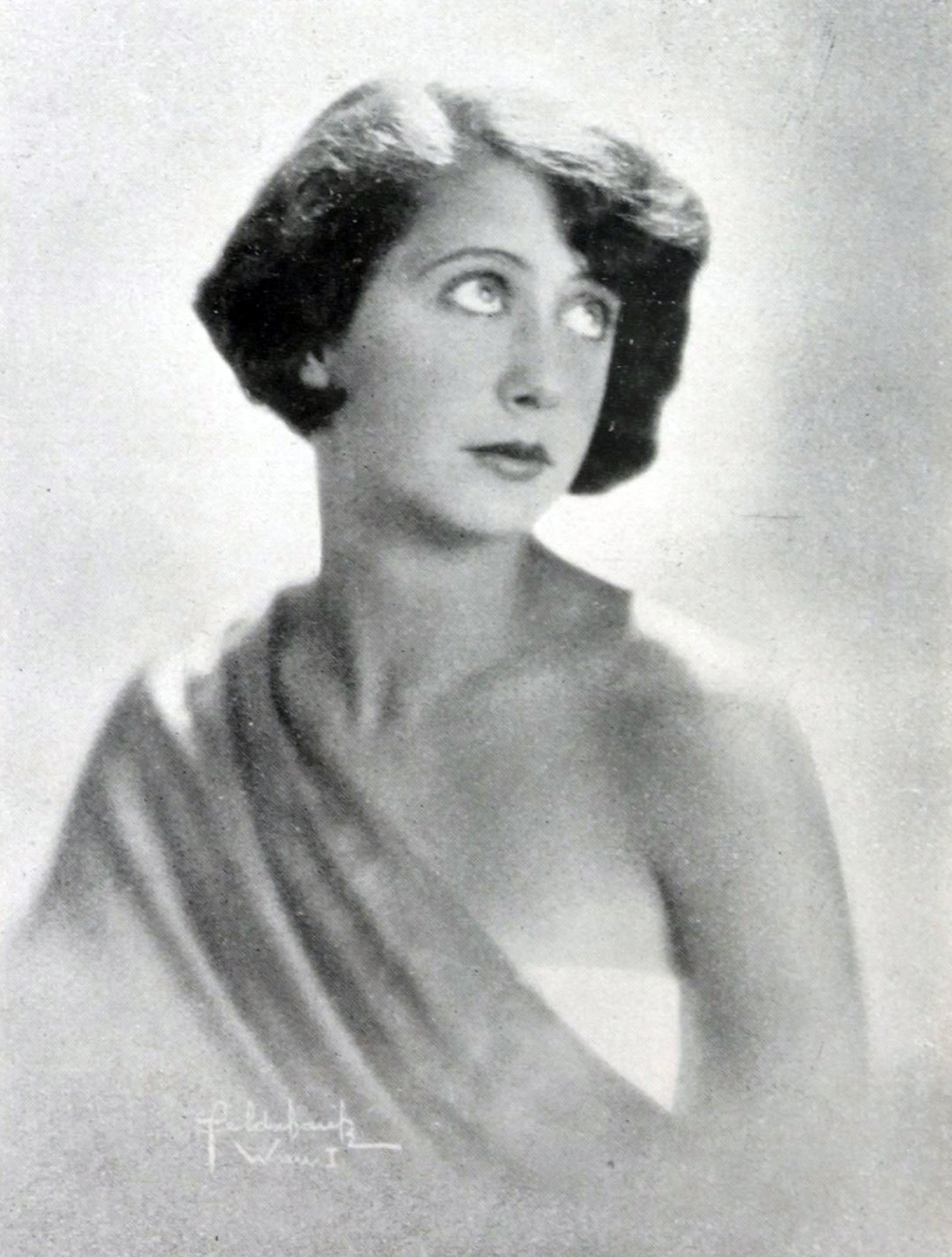
Vilma Degischer im Jahr 1927

Vilma Degischer (* 17. November 1911 in Wien; † 3. Mai 1992 in Baden bei Wien; eigentlich: Wilhelmine Anna Maria Thimig-Degischer) war eine österreichische Kammerschauspielerin.

## Leben und Wirken
Die Tochter eines Hofrats und Sektionschefs absolvierte bei Grete Gross, Gertrude Bodenwieser und Ellinor Tordis eine Ausbildung in Ausdruckstanz und klassischem Ballett. Ihre ersten Auftritte dürften in den Dezember 1922 datieren. In den folgenden Jahren wurde sie vor allem als Tänzerin wahrgenommen. 
Bis 1931 studierte sie parallel zur Tanzausbildung Schauspiel am Wiener Max-Reinhardt-Seminar. Ihr Bühnendebüt gab sie noch während ihrer Ausbildung als Hermia in Ein Sommernachtstraum unter der Regie von Max Reinhardt am Deutschen Theater in Berlin. Hier lernte sie auch ihren Schauspielkollegen Hermann Thimig kennen, den sie 1939 heiratete. Aus der Ehe gingen zwei Töchter hervor, Hedwig (* 1939) und Johanna Thimig (1943–2014), genannt Hannerl. Letztere wurde ebenfalls Schauspielerin.
Nach Vilma Degischers Ausbildung wurde sie an die Reinhardt-Bühnen in Wien und Berlin engagiert. Ihre Hauptwirkungsstätte war das Theater in der Josefstadt. Eine Unterbrechung davon war 1935 bis 1939 ihr Engagement am Deutschen Volkstheater in Wien. Ab 1939 bis zu ihrem Tod gehörte sie zum Ensemble der Josefstadt, dessen Doyenne sie schließlich wurde. Bei den Salzburger Festspielen trat sie ab den 1930er Jahren auf und spielte unter anderem in Figaro lässt sich scheiden (1970), Jedermann (1973, 1974, 1976), Der Talisman (1976, 1978–1980, Regie Otto Schenk) und Elias Canettis Hochzeit (1988).
Sie spielte in ihrem Leben etwa 400 Rollen in klassischen und modernen Theaterstücken. Ihre Stärke waren Konversations- und Salonstücke. Sie galt als ideale Besetzung für die Frauengestalten Arthur Schnitzlers und Hugo von Hofmannsthals. Daneben spielte sie auch klassische Rollen von Shakespeare, Goethe und Grillparzer bis Ibsen, Tschechow und Pirandello.

Im Film war sie relativ selten zu sehen, doch wurde sie hier einem Millionenpublikum ab 1955 durch ihre Darstellung der Erzherzogin Sophie bekannt, der gestrengen Schwiegermutter der von Romy Schneider gespielten Sissi in der gleichnamigen Film-Trilogie.

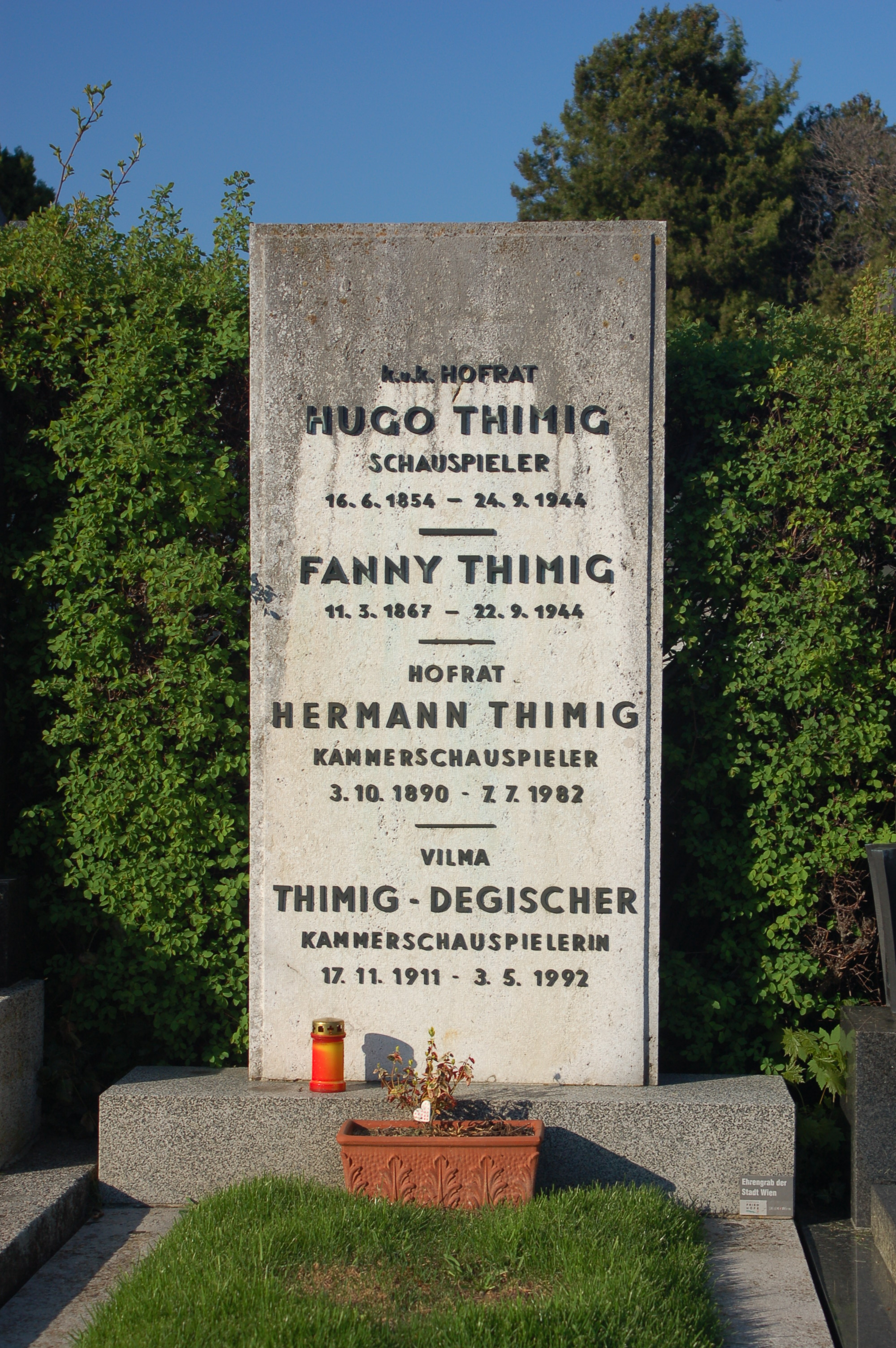
Grabstätte auf dem Sieveringer Friedhof

In der beliebten, 1952–1960 fast jede Woche gesendeten Radiofamilie stellte Vilma Degischer Vilma Floriani dar, Ehefrau von Oberlandesgerichtsrat Dr. Hans Floriani (gespielt von ihrem Schwager Hans Thimig). Als Synchronsprecherin lieh sie unter anderem der Oberin Mutter in Meine Lieder – meine Träume ihre Stimme (deutsche Fassung von The Sound of Music, 1965).
Vilma Degischer starb am 3. Mai 1992 im Alter von 80 Jahren. Sie ruht auf dem Sieveringer Friedhof (Abt. 2, Gruppe 13, Nummer 76) in Wien neben ihrem Gatten.

## Charakterisierung
Hervorgehoben werden Degischers Vorzüge in Konversationsstücken, so ihre Eleganz, Noblesse, ihr Charme und ihre große sprachliche Meisterschaft. Sie galt als Verkörperung des legendären Josefstädter Stils aus musikalischer Sprachkultur und Haltung, die dort als ‘Contenance’ bezeichnet wird.

## Filmografie
- 1931: Die große Liebe
- 1948: Das andere Leben
- 1949: Zweimal verliebt (Liebe Freundin)
- 1951: Das Tor zum Frieden
- 1954: Wiener Herzen (Der Komödiant von Wien)
- 1955: Sissi
- 1956: Sissi, die junge Kaiserin
- 1957: Sissi – Schicksalsjahre einer Kaiserin
- 1957: … und die Liebe lacht dazu
- 1958: Der veruntreute Himmel
- 1963: Der Kardinal
- 1963: Liebe im 3/4-Takt (The Waltz King)
- 1963: Ist Geraldine ein Engel?
- 1964: Onkel Toms Hütte
- 1970: Das Kamel geht durch das Nadelöhr
- 1978: Sechs Personen suchen einen Autor (TV)
- 1980: Wahre Geschichten – frei erfunden (TV)
- 1989: Trostgasse 7 (TV)
- 1991: Die Strauß-Dynastie

## Auszeichnungen
- Kammerschauspielerin als erste nicht am Burgtheater tätige Schauspielerin
- 1959: Österreichisches Ehrenkreuz für Wissenschaft und Kunst I. Klasse als erste Frau
- 1972: Josef-Kainz-Medaille
- Ehrenmedaille der Bundeshauptstadt Wien in Gold